# Julius Rehborn
Karl Julius „Jülle“ Rehborn (* 30. Dezember 1899 in Langenberg (Rheinland); † 27. November 1987 in Ulm) war ein deutscher Wasserspringer und Olympiateilnehmer.

## Leben
Julius Rehborn war der Sohn des Bademeisters Julius Rehborn und seiner Frau Anna, geb. Voss. Er verbrachte seine ersten sechs Lebensjahre in seinem Geburtsort Langenberg. Im Januar 1906 zog die Familie nach Bochum, wo sein Vater eine Stelle als „Badeverwalter“ in der städtischen Badeanstalt Marienbad angenommen hatte. Die Familie bewohnte eine Mietwohnung in der Marienstraße 13 in direkter Nachbarschaft zur Badeanstalt. Julius Rehborn war wie seine beiden jüngeren Schwestern Mitglied des Schwimmvereins Blau-Weiß Bochum und später des Erfurter Schwimmvereins 05 Erfurt. Im Jahr 1928 startete Rehborn bei den Olympischen Spielen in Amsterdam und belegte im Turmspringen vom 10-Meter-Brett Rang neun.
Seine jüngste Schwester Hanni startete ebenfalls als Wasserspringerin bei den Olympischen Spielen in Amsterdam und wurde Sechste im Turmspringen. Seine Schwester Anni gewann als Schwimmerin in der 4 × 100-m-Freistilstaffel bei den Europameisterschaften 1927 in Bologna eine Bronzemedaille. Für die Olympischen Sommerspiele 1928 war sie ebenfalls nominiert, nahm jedoch aus unbekannten Gründen nicht teil.
Von 1929 bis 1945 war Julius Rehborn als „Stadtbadverwalter“ in Ulm tätig. Nach einer mehrjährigen Unterbrechung wurde er am 6. Juni 1950 vom Ulmer Gemeinderat erneut in dieses Amt gewählt. Mitte der 1960er Jahre verfasste Rehborn eine Denkschrift über die Entwicklung des Badewesens in der Stadt Ulm.
In Spruchkammerakten des Landgerichts Ulm aus den Nachkriegsjahren 1946 bis 1950 wird Rehborn mit dem Wohnsitz in Herrlingen geführt. Seine Ehefrau war gemäß diesen Unterlagen die am 12. Dezember 1903 in Erfurt geborene Lotte Rehborn.
Julius Rehborn starb am 27. November 1987 im Alter von 87 Jahren in Ulm.